# Promuscidea
Promuscidea is een geslacht van vliesvleugeligen uit de familie Aphelinidae. De wetenschappelijke naam van dit geslacht is voor het eerst geldig gepubliceerd in 1917 door Girault.

## Soorten
Het geslacht Promuscidea omvat de volgende soorten:
- Promuscidea comperella (Ghesquière, 1955)
- Promuscidea congolia (Ghesquière, 1955)
- Promuscidea laticeps (Waterston, 1917)
- Promuscidea unfasciativentris Girault, 1917